# Obús de 155 mm modelo 1917 Schneider
El obús de 155 mm modelo 1917 Schneider (canon de 155 C modèle 1917 Schneider en francés, C por Court, corto, abreviado C17S), fue un obús francés diseñado por Schneider. Era esencialmente el canon de 155 C modèle 1915 Schneider con un obturador plástico para poder usar carga propulsora en saquetes de tela en vez de vaina metálica. Fue empleado por Francia, Rusia, Bélgica, Rumanía y los Estados Unidos durante la Primera Guerra Mundial y fue exportado a otros países después de la guerra. Al principio de la Segunda Guerra Mundial todavía estaba en servicio en Francia, Polonia, Grecia, Bélgica, los Estados Unidos y Finlandia. Las piezas capturadas por los alemanes en Polonia, Francia y otros países fueron vendidas a sus aliados o utilizadas por su artillería de segunda línea y en baterías de defensa de costa.

## Desarrollo y descripción

### Canon de 155 court modèle 1915 Schneider
El canon de 155 court modèle 1915, abreviado C15S, se basó en el obús Schneider M1910 de 152 mm que había sido fabricado para el Imperio ruso. Schneider más tarde empleó el mismo tipo de cureña de caja del M1910, que permitía una mayor elevación del cañón, para sus cañones de largo alcance canon de 105 modèle 1913, canon de 155 L modèle 1877/1914 y canon de 155 L modèle 1917, así que fue relativamente sencillo montar un tubo nuevo de 155 milímetros sobre la misma cureña y freno. Su producción comenzó en 1915.
El mle 1915 era un diseño convencional con un sistema de freno y recuperación hidroneumático montado bajo el tubo, un escudo para proteger a los servidores y una cureña metálica de caja con ruedas de madera. Usaba un cierre de tornillo interrumpido de cuatro sectores con munición de carga separada: el proyectil se introducía primero seguido por la cantidad apropiada de carga propulsora en una vaina de latón. Una bandeja de carga se articulaba al lado izquierdo de la cuna. La bandeja se posicionaba tras abrir el cierre para sostener el proyectil antes de que fuera introducido en la recámara, que tenía un pestillo para retener el proyectil. La pieza podía ser tirada por ocho caballos tras acoplar un carrillo bajo la parte posterior de la cureña, con el tubo en su posición retrasada para así retrasar el centro de gravedad del conjunto. Para el remolque con vehículos motorizados se podía enganchar la parte posterior de la cureña al tractor, sin necesidad de usar un armón.
La mayor longitud del tubo y la resultante mayor velocidad de boca dieron al Mle 1915 2500 metros más de alcance, a un coste de 1100 kg de peso adicionales, comparado con el Schneider M1910 suministrado a Rusia.

### Canon de 155 C modèle 1917 Schneider
La vaina de latón empleada por el Mle 1915 era cara de fabricar, tanto en coste de mano de obra como en la cantidad de latón requerida, y dada la gran cantidad de munición utilizada durante la guerra el Ejército francés decidió modificar el diseño para que se pudieran usar saquetes sin vaina. Ello requirió la modificación del cierre, ya que la vaina funcionaba como obturador. Se añadió al cierre un obturador de Bange, en el que una seta de acero comprimía un anillo de amianto y sebo para impedir el escape de los gases. El diseño estaba basado en el del cierre del canon de 155m GPF, pero su implementación se retrasó debido a la gran carga de trabajo, con lo que el nuevo modelo no entró en servicio hasta el año 1916. La diferencia más importante entre el 1915 y el 1917 era el cierre, aunque también en muchos 1917 se quitó la bandeja articulada, ya que disminuía la cadencia se tiró, siendo reemplazada por una bandeja de carga portátil. Unas 3000 piezas del modelo 1917 fueron producidas, y muchas de las del modelo 1915 fueron reformadas con el nuevo cierre.
|                                              |
| Cierre y obturador de la versión finlandesa. |

|                 |
| Vista posterior |

|                                                  |
| Esquema del cierre de la versión estadounidense. |

## Operadores y servicio

### Francia
Tras su entrada generalizada en servicio durante la Primera Guerra Mundial, el modelo 1917 se convirtió en el obús pesado estándar del Ejército francés. 2043 piezas seguían en servicio en Francia en 1939. Los alemanes designaron las piezas francesas de este modelo que capturaron como el 15.5 cm sFH 414(f).

### Bélgica
Bélgica recibió 134 piezas de Francia durante la Primera Guerra Mundial. Los obuses capturados por los alemanes tras la invasión de Bélgica en la Segunda Guerra Mundial recibieron la designación 15.5 cm sFH 413(b) durante su uso por las fuerzas armadas alemanas.

### Estados Unidos
Antes de 1917, los Estados Unidos usaban un obús de 6 pulgadas de un diseño distinto, pero lo reemplazaron por el modelo 1917, que había demostrado en combate su superioridad sobre otras piezas de calibre similar. Los Estados Unidos adquirieron 1503 piezas del Mle 1917 de Francia y lo adoptaron como reglamentario para su Ejército con la denominación 155 mm Howitzer Carriage, Model of 1917 (Schneider). El último disparo estadounidenses de la Gran Guerra lo efectuó un modelo 1917 apodado Calamity Jane, del 11.º Regimiento de Artillería de Campaña.
Los Estados Unidos también pagaron 560 000 dólares para adquirir los derechos no exclusivos del diseño y la documentación correspondiente para poder fabricar las piezas. Además de las 1503 piezas compradas en Francia y usadas allí, se fabricaron 626 más en los Estados Unidos, a un coste de más de 10 millones de dólares. Las piezas construidas en los Estados Unidos, denominadas modelo 1918, diferían en algunos aspectos de las originales francesas, con un escudo recto en vez de curvo, llantas de goma en vez de acero, un arado pivotante y un mecanismo de disparo ligeramente distinto. Las unidades estadounidenses en Francia usaron 1503 piezas del modelo 1917 construidas allí. El primer regimiento equipado con el modelo 1918 producido en los Estados Unidos estaba a punto de trasladarse a Francia cuando se declaró el alto el fuego que concluyó el conflicto. Las piezas adquiridas en Francia fueron trasladadas a los Estados Unidos en 1919.
Tanto el modelo 1917 como el modelo 1918 estadounidenses fueron reformados con nuevos frenos de aire, ruedas metálicas y neumáticos durante el periodo de entreguerras, continuando siendo el obús pesado reglamentario hasta que fue empezado a ser reemplazado por el obús M1 155 mm en 1942. Los obuses modelo 1917 y 1818 fueron empleados de manera limitada tanto por el Ejército como por la Infantería de Marina hasta que pudieron ser reemplazados por el M1.
|                                                    |
| Una batería modelo 1917 cerca de Varennes en 1918. |

|                                                             |
| Un Mod. 1918 original en posición de remolque por caballos. |

|                                                                   |
| Un Mod. 1918 con neumáticos remolcado directamente por un camión. |

### Polonia

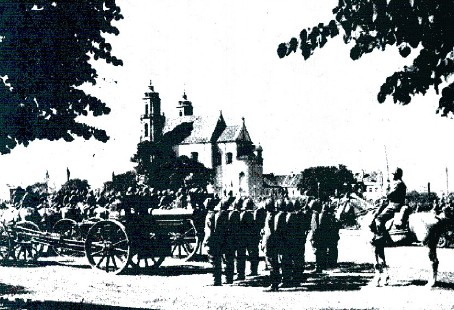
Una pieza modelo 1917 desfilando el 14 de agosto de 1939 en Vilnus.

Los obuses C17S fueron empleados por el Ejército Azul polaco en Francia, que regresó a Polonia después del final de la Primera Guerra Mundial. Polonia compró más obuses a Francia, que se convirtieron en el principal obús pesado polaco durante la guerra polaco-soviética de 1919 a 1921. Fue designado como el 155 mm haubica wz. 1917 y en octubre de 1920 el Ejército polaco contaba con 206 de ellos. Se hicieron más pedidos y Polonia también compró la licencia de fabricación. Unos 44 fueron fabricados al final de la década de 1930 en Starachowice. 340 obuses estaban en servicio en septiembre de 1939 cuándo los alemanes invadieron el país. Era entonces el único obús pesado del Ejército polaco, con cada una de las 30 divisiones activas de infantería incorporando un grupo montado con tres obuses de 155 mm y tres cañones de 105 mm, pero no las de reserva. También estaban encuadrados en las doce agrupaciones de artillería pesada de la reserva general, con doce obuses en tres baterías de cuatro piezas en cada una, mientras que el resto estaban en parque. Los obuses capturados por los alemanes fueron designados 15.5 cm sFH 17(p).

### Rusia y la Unión Soviética
El Imperio Ruso compró piezas del modelo 1917, pero no hay datos fiables sobre el número de piezas adquiridas o sobre su empleo. Parece ser que después de la Revolución de Octubre los obuses disponibles fueron modificados con un tubo y cámara de 152 mm para poder utilizar la munición estándar de 152.4 mm. Los obuses capturados por los alemanes durante su invasión de la Unión Soviética fueron denominados 15.2 cm sFH 449(r). Según algunas fuentes, la Unión Soviética también capturó 111 piezas modelo 1917 polacas durante la invasión de Polonia en septiembre de 1939.

### Rumanía
Rumanía recibió 12 piezas en 1917 para equipar sus regimientos de artillería de campaña, usándolas en la Primera Guerra Mundial.

### España

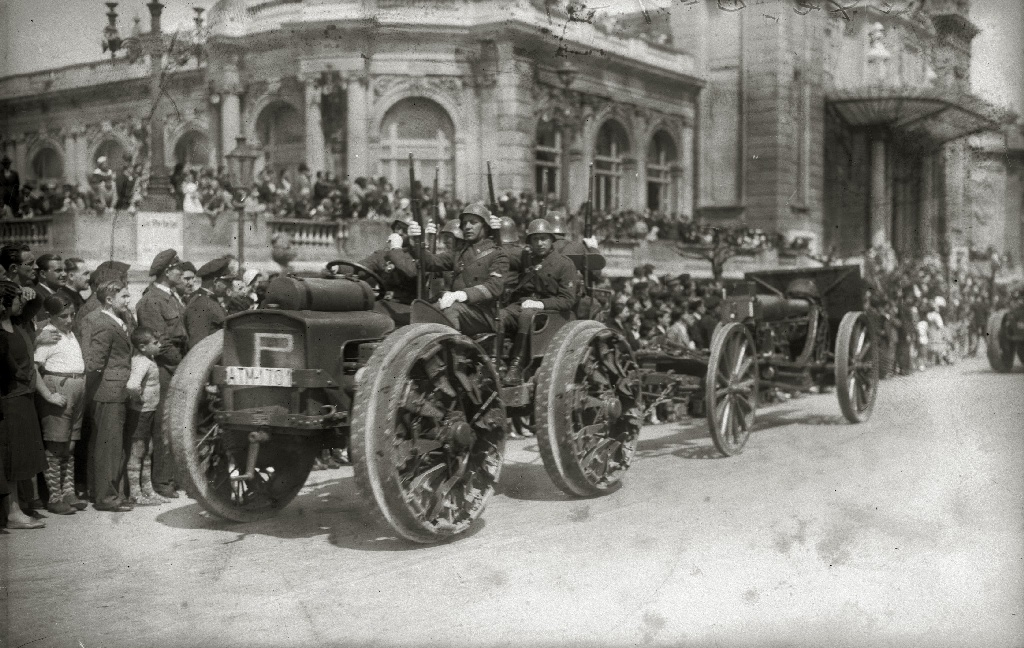
Una pieza modelo 1917 del Regimiento de Artillería Pesada n.º 3 desfilando por San Sebastián en 1934.

Las primeras piezas fueron adquiridas a Francia en 1917 y fueron empleadas en Marruecos en 1921 en el asalto a Turiet Hamed. Fue declarado reglamentario para su uso en el Ejército español en noviembre de 1922, con la denominación de «obús acero de tiro rápido de 15'5 centímetros, modelo 1917». Los obuses también fueron construidos bajo licencia en Trubia y equiparon los regimientos de artillería pesados. Uno fue capturado por los revolucionarios en la fábrica de armas de Trubia durante la revolución de Asturias de 1934, pero no pudo ser usado de manera efectiva debido a la falta de espoletas para sus proyectiles; el obús fue dañado cuando uno de los cartuchos de dinamita con los que se intentó reemplazar al proyectil explotó dentro del tubo. El obús fue usado mucho durante la guerra civil española por ambos bandos. Durante la Guerra Civil y la Segunda Guerra Mundial algunas de las piezas fueron emplazadas como artillería de defensa de costa, a falta de materiales más adecuados. Continuó en servicio hasta la década de 1950 cuándo fue reemplazado por materiales más modernos. Hay muchas piezas expuestas, tanto de construcción española como francesa, en museos y monumentos de distintos lugares de España.

### Finlandia

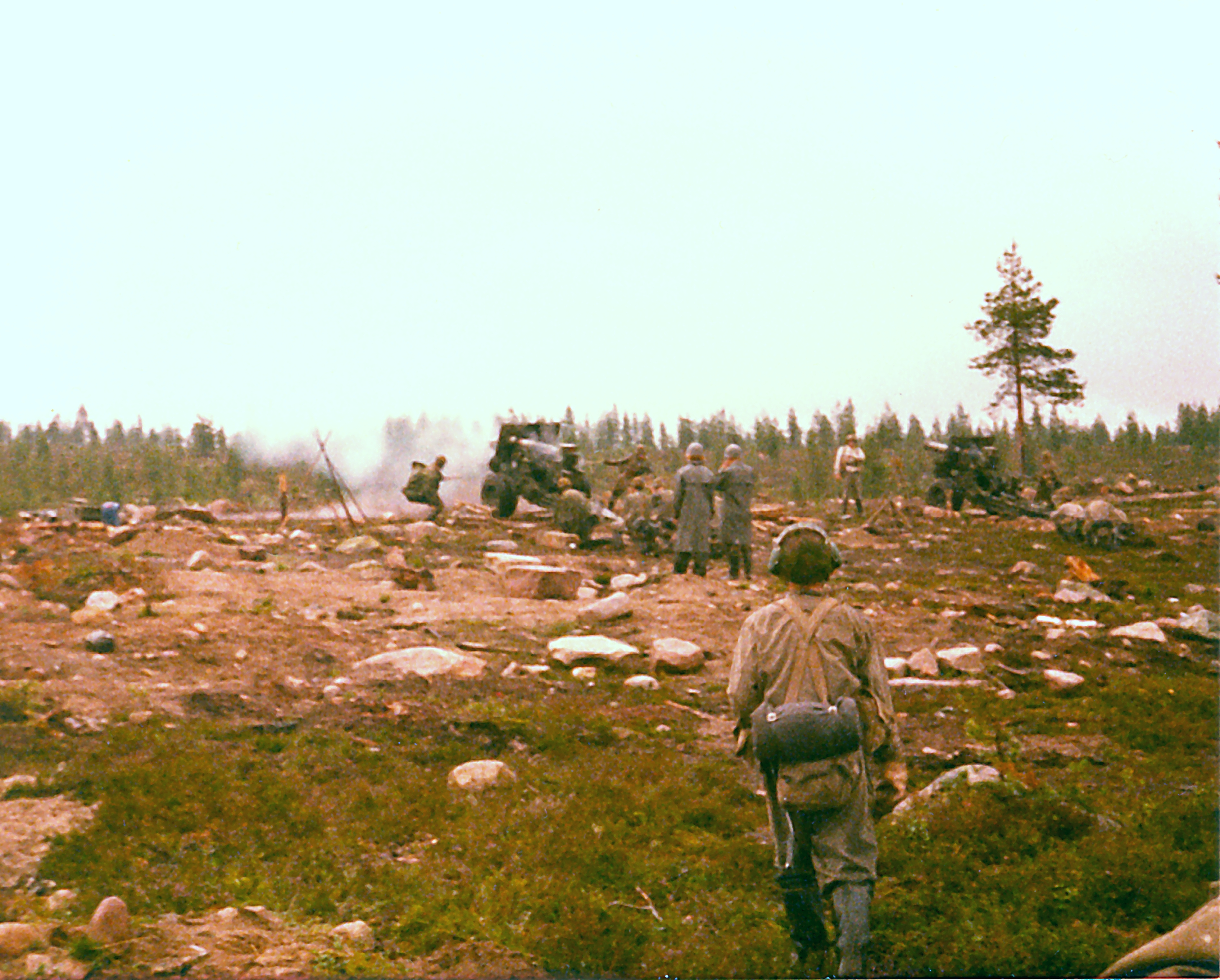
Obuses finlandeses durante un ejercicio de tiro en 1981

Schneider vendió cuatro obuses C15S y ocho C17S a Finlandia en la década de 1920, donde fueron denominados 152 H/15 y 155 H/17. Se les cambió el tubo por uno de calibre de 152 mm, pero retuvieron su cierres originales, lo que significó que el H/15 utilizó vainas de estilo ruso y el H/17 utilizó saquetes. Los H/15 fueron equipados con ruedas de caucho para que pudieran ser remolcados por tractores mecánicos, y se emplearon para entrenamiento en el periodo de entre-guerras. Durante la Guerra de Invierno los del modelo H/15 sirvieron con la 3.ª Batería Independiente de Artillería Pesada mientras que los del modelo  H/17 se encuadraron en el Batallón de Artillería Pesada 3. Durante la Guerra de Continuación se encuadraron en los Batallones de Artillería Pesada 24 y 25, así como en el Regimiento de Artillería de Campaña 3. Se retiraron del servicio en unidades activas tras acabar la Segunda Guerra Mundial.
Alemania vendió a Finlandia un total de 166 de los obuses que capturó; el primer lote de quince llegando en octubre de 1940 y 147 más llegando a lo largo del año de 1941, con los cuatro últimos en 1944. Se usaron con intensidad durante la Guerra de Continuación, sirviendo en cinco batallones de artillería pesada y cinco de artillería de campaña. Catorce fueron capturadas por los soviéticos en 1944, los restantes se usaron tras la guerra en ejercicios de fuego real o se almacenaron en parques. Aquellos usados en ejercicios fueron equipados con ruedas neumáticas en la década de 1960 y se siguieron utilizando hasta la década de 1980.

### Argentina
El Ejército Argentino utilizó dos variantes de este modelo, localmente denóminados Obús calibre 155 mm L 15 modelo 1928 Schneider y Cañón calibre 155 mm L 30,8 modelo 1929 Schneider. En vez de tener una cureña de caja, la tenían bimástil. Algunos de ellos todavía eran empleados en labores de entrenamiento en la década de 1980 en el Colegio Militar de la Nación y otros fueron transferidos a países vecinos.

### Yugoslavia
Treinta y seis C17S estaban en servicio en el Ejército yugoslavo en la década de 1930. Los alemanes designaron las piezas capturadas 15.5cm H 427(j).

### Grecia
Grecia tenía un total de 96 piezas al comienzo de la guerra greco-italiana, en octubre de 1940. Estaban asignadas a los grupos de artillería pesada de cuerpo de ejército. Italia las requisó tras la rendición de Grecia en mayo de 1941.

### Alemania

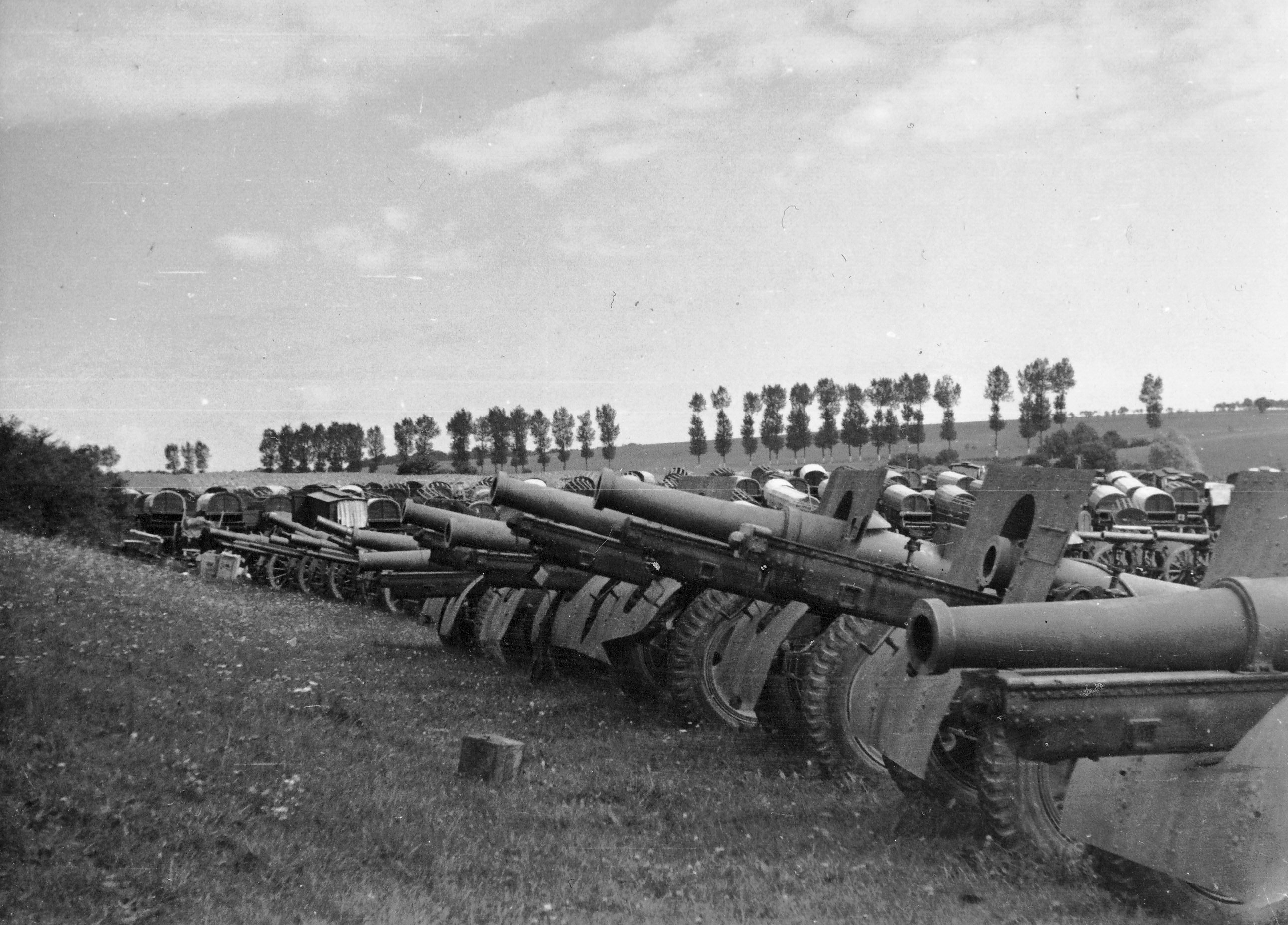
Obuses modelo 1917 capturados por los alemanes.

El número exacto de obuses que fueron capturados y requisados por Alemania durante la Segunda Guerra Mundial no se conoce, pero Alemania vendió algunos a Finlandia, reforzó el Muro atlántico con 100 y equipó con otros las divisiones de infantería de segunda línea y divisiones estáticas basadas en Francia, como las 331, 709, 711, y 716.

### Italia
Italia capturó ocho piezas durante la Batalla de Francia y 96 más en Grecia durante la campaña balcánica, poniéndolas en servicio como el Obice da 155/14 PB. Las piezas fueron requisadas por Alemania después de la rendición italiana en 1943, denominándolas 15.5 cm sFH 414(i).

### Australia

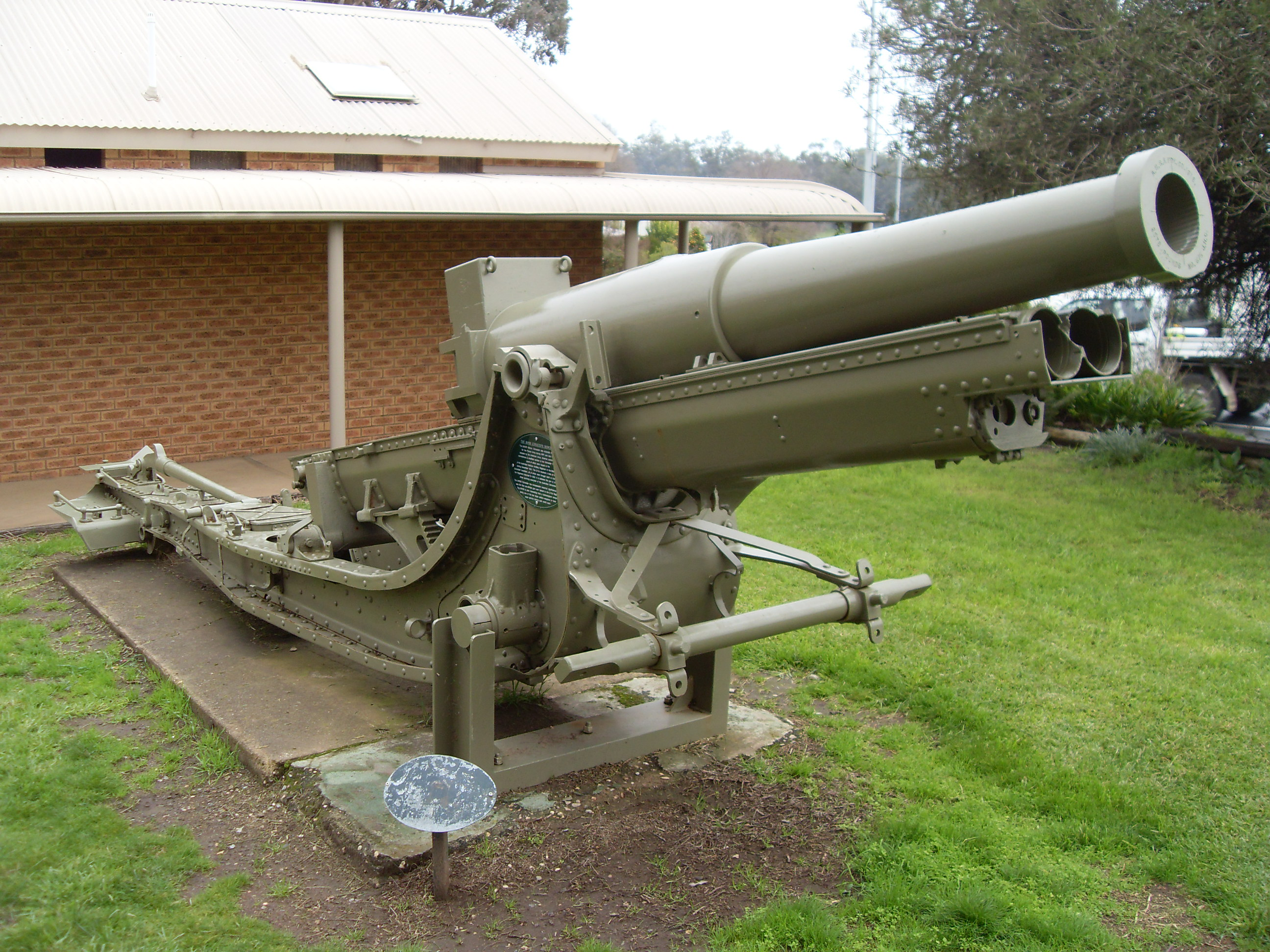
Un modelo 1918 exhibido en Tarcutta, Australia.

Dieciocho piezas estadounidenses fueron suministradas al 2/1.er Regimiento de Campaña de la Real Artillería australiana durante la campaña en África del Norte en diciembre de 1941. Las piezas fueron trasladadas a Australia cuando el regimiento regresó.